# Vuelta a España 2023/16. Etappe
Die 16. Etappe der Vuelta a España 2023 fand am 12. September 2023 statt und endete mit der siebten Bergankunft der 78. Austragung des spanischen Etappenrennens. Die Strecke führte vom Liencres Playa nahe Santander über 120,1 Kilometer nach Bejes, wo sich das Ziel auf einer Höhe von 529 Metern befand. Nach der Zielankunft hatten die Fahrer insgesamt 2368,2 Kilometer absolviert, was 75 % der Gesamtdistanz der Rundfahrt entspricht.
Den Etappensieg sicherte sich der Däne Jonas Vingegaard (Jumbo-Visma) der sich im unteren Teil des Schlussanstiegs von den anderen Favoriten absetzte. Sepp Kuss (Jumbo-Visma) verteidigte das Rote Trikot.

## Streckenführung
Nach dem Start am Liencres Playa führte die Strecke nach Torrelavega, ehe die Fahrer bei Suances wieder zur Atlantikküste zurückkehrten. Im Anschluss wurde auf der Fahrt Richtung Westen die Ortschaften Santillana del Mar, Cóbreces, Comillas, San Vicente de la Barquera und Pechón durchfahren. In Unquera wurde nach 93,3 großteils flachen Kilometern der einzige Zwischensprint ausgefahren, bei dem auch Zeitbonifikationen für das Gesamtklassement vergeben wurden. Nun führte die Strecke gen Südwesten und entfernte sich dabei zunehmend von der Meeresküste. Über Panes führte die Strecke nach La Hermida, das an den östlichen Ausläufern der Picos de Europa lag.
Hier begann die Schlussauffahrt nach Bejes (529 m), die auf einer Länge von 4,8 Kilometern eine durchschnittliche Steigung von 8,8 % aufwies. Die schmale Straße wies auf den ersten und letzten beiden Kilometern Steigungsschnitte von rund 10 % auf, die durch ein Flachstück im mittleren Teil verbunden war. Im oberen Teil wurden zudem Rampen von bis zu 15 % erreicht. Der Schlussanstieg wurde als Bergwertung der 2. Kategorie klassifiziert.
|                            | Ort            | Kilometer | Länge (km) | Höhe (m) | Ø Steigung |
| -------------------------- | -------------- | --------- | ---------- | -------- | ---------- |
| Start                      | Liencres Playa | 0,0       |            |          |            |
| Zwischensprint             | Unquera        | 93,3      |            |          |            |
| Bonussprint                | Unquera        | 93,3      |            |          |            |
| Bergwertung (2. Kategorie) | Bejes          | 120,1     | 4,8        | 529      | 8,8 %      |
| Ziel                       | Bejes          | 120,1     |            |          |            |

## Rennverlauf
Mit David de la Cruz (Astana Qazaqstan) und Welay Hagos Berhe (Jayco AlUla) nahmen zwei Fahrer die 16. Etappe nicht in Angriff. Das Rennen wurde bei Regen gestartet, der die frühe Rennphase unübersichtlich machte, da das Peloton immer wieder in kleine Gruppen zerfiel. Nach rund 10 Kilometern setzte sich eine zehn Fahrer umfassende Fluchtgruppe ab, in der Romain Bardet, Max Poole (beide DSM-Firmenich), Romain Grégoire (Groupama-FDJ), Louis Vervaeke (Soudal Quick-Step), Andreas Kron (Lotto Dstny), Matteo Sobrero (Jayco AlUla), Andrea Piccolo (EF Education-EasyPost), Paul Lapeira (AG2R Citroën), Kaden Groves (Alpecin-Deceuninck) und Samuele Battistella (Astana Qazaqstan) vertreten waren. Im Hauptfeld übernahmen in erster Linie die Ineos Grenadiers die Nachführarbeit, im Bestreben, die Ausreißergruppe wieder möglichst rasch einzuholen, da sie nicht in der Gruppe vertreten waren. Nachdem die Lücke rund 90 Kilometer vor dem Ziel nur noch wenige Sekunden betrug, versuchten mehrere Fahrer, allein zu der Ausreißergruppe aufzuschließen, ehe sich die beiden Gruppen erneut zu einem großen Fahrerfeld formierten. Schlussendlich bildete sich rund 60 Kilometer vor dem Ziel eine neue Spitzengruppe, in der Max Poole, Mattia Cattaneo (Soudal Quick-Step), Nicolas Prodhomme (AG2R Citroën), Joel Nicolau (Caja Rural-Seguros RGA), Kaden Groves und Julius van den Berg (EF Education-EasyPost) vertreten waren. Die Gruppe konnte jedoch ebenfalls keinen großen Vorsprung herausfahren, und so ließ sich Kaden Groves, nachdem er den Zwischensprint gewonnen hatte, vom Hauptfeld einholen. Rund 20 Kilometer vor dem Ziel kam Luis León Sánchez (Astana Qazaqstan) im Hauptfeld zu Sturz, konnte das Rennen jedoch fortsetzen.
Etwa elf Kilometer vor dem Ziel wurden auch die verbliebenen Ausreißer vom Hauptfeld gestellt, das sich unterdessen aufgrund des hohen Tempos in die Länge gezogen hatte. Kurz nach der Einfahrt in den Schlussanstieg bestand die erste Gruppe nur noch aus rund 30 Fahrern, wobei Attila Valter (Jumbo-Visma) die Tempoarbeit übernahm. Rund vier Kilometer vor dem Ziel griff Jonas Vingegaard (Jumbo-Visma) an und konnte sich sofort von den anderen Gesamtklassement-Fahrern absetzen. Einzig der Neuseeländer Finn Fisher-Black (UAE Team Emirates) versuchte, dem Dänen zu folgen, während das Tempo in der Favoritengruppe abfiel. Innerhalb von wenigen Kilometern baute Jonas Vingegaard seinen Vorsprung auf rund eine Minute aus und gewann schlussendlich seine zweite Etappe mit einem Vorsprung von 43 Sekunden vor Finn Fisher-Black. Knappe zwei Kilometer vor dem Ziel forcierte zunächst João Almeida (UAE Team Emirates) das Tempo, ehe Primož Roglič (Jumbo-Visma) angriff, sich jedoch nicht entscheidend von Juan Ayuso (UAE Team Emirates), Enric Mas (Movistar) und Sepp Kuss (Jumbo-Visma) lösen konnte. Nachdem das Tempo erneut etwas abgefallen war, schlossen zudem weitere Fahrer auf. Hinter Wout Poels (Bahrain Victorious) und Michael Storer (Groupama-FDJ) betrug der Rückstand von Juan Ayuso, Enric Mas, Alexander Wlassow (Bora-hansgrohe) und Primož Roglič schlussendlich eine Minute und eine Sekunde. Mit weiteren vier Sekunden Abstand überquerten Mikel Landa (Bahrain Victorious) und der Gesamtführende Sepp Kuss das Ziel. Dahinter folgten João Almeida, Cian Uijtdebroeks (Bora-hansgrohe) und Marc Soler (UAE Team Emirates) mit geringen Zeitabständen.
In der Gesamtwertung verteidigte Sepp Kuss zwar das Rote Trikot, lag nun jedoch nur noch 29 Sekunden vor seinem Teamkollegen Jonas Vingegaard. Der dritte Jumbo-Visma-Fahrer, Primož Roglič, rutschte auf den dritten Gesamtrang ab und lag eine Minute und 33 Sekunden zurück. Sein Vorsprung auf Juan Ayuso, der weiterhin die Nachwuchswertung anführt, betrug genau eine Minute. In der Punktewertung baute Kaden Groves seinen Vorsprung auf Remco Evenepoel (Soudal Quick-Step) weiter aus, der die Führung in der Bergwertung verteidigte. Das Team Jumbo-Visma blieb an der Spitze der Mannschaftswertung und Joel Nicolau wurde zum kämpferischsten Fahrer gewählt. Mit Rune Herregodts (Intermarché-Circus-Wanty) und Thomas Bonnet (TotalEnergies) stiegen zwei Fahrer aus, womit noch 150 Fahrer im Rennen verblieben.

## Ergebnis
| \| Etappenergebnis \| Etappenergebnis \| Etappenergebnis \| Etappenergebnis \| Etappenergebnis \| \| Fahrer \| Fahrer \| Land \| Team \| Zeit \| \| --------------- \| ----------------- \| ------------------ \| ------------------ \| --------------- \| \| 1. \| Jonas Vingegaard \| Dänemark \| Jumbo-Visma \| 2 h 38 min 23 s \| \| 2. \| Finn Fisher-Black \| Neuseeland \| UAE Team Emirates \| + 43 s \| \| 3. \| Wout Poels \| Niederlande \| Bahrain Victorious \| + 49 s \| \| 4. \| Michael Storer \| Australien \| Groupama-FDJ \| + 55 s \| \| 5. \| Juan Ayuso \| Spanien \| UAE Team Emirates \| + 1 min 01 s \| \| 6. \| Enric Mas \| Spanien \| Movistar Team \| + 1 min 01 s \| \| 7. \| Alexander Wlassow \| Neutrales Banner \| Bora-Hansgrohe \| + 1 min 01 s \| \| 8. \| Primož Roglič \| Slowenien \| Jumbo-Visma \| + 1 min 01 s \| \| 9. \| Mikel Landa \| Spanien \| Bahrain Victorious \| + 1 min 05 s \| \| 10. \| Sepp Kuss \| Vereinigte Staaten \| Jumbo-Visma \| + 1 min 05 s \| |                   |                    |                    |                 |
| |                   |                    |                    |                 |
| Quelle: ProCyclingStats |                   |                    |                    |                 |
| Etappenergebnis |                   |                    |                    |                 |
| Fahrer | Fahrer            | Land               | Team               | Zeit            |
| 1. | Jonas Vingegaard  | Dänemark           | Jumbo-Visma        | 2 h 38 min 23 s |
| 2. | Finn Fisher-Black | Neuseeland         | UAE Team Emirates  | + 43 s          |
| 3. | Wout Poels        | Niederlande        | Bahrain Victorious | + 49 s          |
| 4. | Michael Storer    | Australien         | Groupama-FDJ       | + 55 s          |
| 5. | Juan Ayuso        | Spanien            | UAE Team Emirates  | + 1 min 01 s    |
| 6. | Enric Mas         | Spanien            | Movistar Team      | + 1 min 01 s    |
| 7. | Alexander Wlassow | Neutrales Banner   | Bora-Hansgrohe     | + 1 min 01 s    |
| 8. | Primož Roglič     | Slowenien          | Jumbo-Visma        | + 1 min 01 s    |
| 9. | Mikel Landa       | Spanien            | Bahrain Victorious | + 1 min 05 s    |
| 10. | Sepp Kuss         | Vereinigte Staaten | Jumbo-Visma        | + 1 min 05 s    |

## Gesamtstände
| \| Gesamtwertung \| Gesamtwertung \| Gesamtwertung \| Gesamtwertung \| Gesamtwertung \| \| Fahrer \| Fahrer \| Land \| Team \| Zeit \| \| ------------- \| ----------------- \| ------------------ \| ------------------ \| ---------------- \| \| 1. \| Sepp Kuss \| Vereinigte Staaten \| Jumbo-Visma \| 57 h 18 min 10 s \| \| 2. \| Jonas Vingegaard \| Dänemark \| Jumbo-Visma \| + 29 s \| \| 3. \| Primož Roglič \| Slowenien \| Jumbo-Visma \| + 1 min 33 s \| \| 4. \| Juan Ayuso \| Spanien \| UAE Team Emirates \| + 2 min 33 s \| \| 5. \| Enric Mas \| Spanien \| Movistar Team \| + 3 min 02 s \| \| 6. \| Marc Soler \| Spanien \| UAE Team Emirates \| + 3 min 28 s \| \| 7. \| Mikel Landa \| Spanien \| Bahrain Victorious \| + 4 min 12 s \| \| 8. \| Alexander Wlassow \| Neutrales Banner \| Bora-Hansgrohe \| + 4 min 58 s \| \| 9. \| Cian Uijtdebroeks \| Belgien \| Bora-Hansgrohe \| + 5 min 38 s \| \| 10. \| João Almeida \| Portugal \| UAE Team Emirates \| + 8 min 43 s \| |                   |                    |                    |                  |
| |                   |                    |                    |                  |
| Quelle: ProCyclingStats |                   |                    |                    |                  |
| Gesamtwertung |                   |                    |                    |                  |
| Fahrer | Fahrer            | Land               | Team               | Zeit             |
| 1. | Sepp Kuss         | Vereinigte Staaten | Jumbo-Visma        | 57 h 18 min 10 s |
| 2. | Jonas Vingegaard  | Dänemark           | Jumbo-Visma        | + 29 s           |
| 3. | Primož Roglič     | Slowenien          | Jumbo-Visma        | + 1 min 33 s     |
| 4. | Juan Ayuso        | Spanien            | UAE Team Emirates  | + 2 min 33 s     |
| 5. | Enric Mas         | Spanien            | Movistar Team      | + 3 min 02 s     |
| 6. | Marc Soler        | Spanien            | UAE Team Emirates  | + 3 min 28 s     |
| 7. | Mikel Landa       | Spanien            | Bahrain Victorious | + 4 min 12 s     |
| 8. | Alexander Wlassow | Neutrales Banner   | Bora-Hansgrohe     | + 4 min 58 s     |
| 9. | Cian Uijtdebroeks | Belgien            | Bora-Hansgrohe     | + 5 min 38 s     |
| 10. | João Almeida      | Portugal           | UAE Team Emirates  | + 8 min 43 s     |

| Punktewertung | Punktewertung       | Punktewertung      | Punktewertung         | Punktewertung |
| Fahrer        | Fahrer              | Land               | Team                  | Punkte        |
| ------------- | ------------------- | ------------------ | --------------------- | ------------- |
| 1.            | Kaden Groves        | Australien         | Alpecin-Deceuninck    | 228 P.        |
| 2.            | Remco Evenepoel     | Belgien            | Soudal Quick-Step     | 135 P.        |
| 3.            | Andreas Kron        | Dänemark           | Lotto Dstny           | 111 P.        |
| 4.            | Jonas Vingegaard    | Dänemark           | Jumbo-Visma           | 103 P.        |
| 5.            | Primož Roglič       | Slowenien          | Jumbo-Visma           | 92 P.         |
| 6.            | Sepp Kuss           | Vereinigte Staaten | Jumbo-Visma           | 91 P.         |
| 7.            | Juan Ayuso          | Spanien            | UAE Team Emirates     | 90 P.         |
| 8.            | Lennard Kämna       | Deutschland        | Bora-Hansgrohe        | 85 P.         |
| 9.            | Marijn van den Berg | Niederlande        | EF Education-EasyPost | 85 P.         |
| 10.           | Marc Soler          | Spanien            | UAE Team Emirates     | 82 P.         |

| Bergwertung | Bergwertung       | Bergwertung        | Bergwertung        | Bergwertung |
| Fahrer      | Fahrer            | Land               | Team               | Punkte      |
| ----------- | ----------------- | ------------------ | ------------------ | ----------- |
| 1.          | Remco Evenepoel   | Belgien            | Soudal Quick-Step  | 71 P.       |
| 2.          | Jonas Vingegaard  | Dänemark           | Jumbo-Visma        | 41 P.       |
| 3.          | Michael Storer    | Australien         | Groupama-FDJ       | 39 P.       |
| 4.          | Romain Bardet     | Frankreich         | Team DSM-Firmenich | 35 P.       |
| 5.          | Sepp Kuss         | Vereinigte Staaten | Jumbo-Visma        | 27 P.       |
| 6.          | Jesús Herrada     | Spanien            | Cofidis            | 22 P.       |
| 7.          | Eduardo Sepúlveda | Argentinien        | Lotto Dstny        | 21 P.       |
| 8.          | Andreas Kron      | Dänemark           | Lotto Dstny        | 20 P.       |
| 9.          | Primož Roglič     | Slowenien          | Jumbo-Visma        | 18 P.       |
| 10.         | Juan Ayuso        | Spanien            | UAE Team Emirates  | 15 P.       |

| Nachwuchswertung | Nachwuchswertung  | Nachwuchswertung | Nachwuchswertung   | Nachwuchswertung  |
| Fahrer           | Fahrer            | Land             | Team               | Zeit              |
| ---------------- | ----------------- | ---------------- | ------------------ | ----------------- |
| 1.               | Juan Ayuso        | Spanien          | UAE Team Emirates  | 57 h 20 min 43 s  |
| 2.               | Cian Uijtdebroeks | Belgien          | Bora-Hansgrohe     | + 3 min 05 s      |
| 3.               | João Almeida      | Portugal         | UAE Team Emirates  | + 6 min 10 s      |
| 4.               | Santiago Buitrago | Kolumbien        | Bahrain Victorious | + 7 min 48 s      |
| 5.               | Remco Evenepoel   | Belgien          | Soudal Quick-Step  | + 27 min 00 s     |
| 6.               | Einer Rubio       | Kolumbien        | Movistar Team      | + 36 min 33 s     |
| 7.               | Attila Valter     | Ungarn           | Jumbo-Visma        | + 41 min 57 s     |
| 8.               | Lenny Martinez    | Frankreich       | Groupama-FDJ       | + 46 min 28 s     |
| 9.               | Antonio Tiberi    | Italien          | Bahrain Victorious | + 50 min 07 s     |
| 10.              | Finn Fisher-Black | Neuseeland       | UAE Team Emirates  | + 1 h 22 min 24 s |

| Mannschaftswertung | Mannschaftswertung    | Mannschaftswertung           | Mannschaftswertung |
| Team               | Team                  | Land                         | Zeit               |
| ------------------ | --------------------- | ---------------------------- | ------------------ |
| 1.                 | Jumbo-Visma           | Niederlande                  | 171 h 21 min 22 s  |
| 2.                 | UAE Team Emirates     | Vereinigte Arabische Emirate | + 11 min 14 s      |
| 3.                 | Bora-Hansgrohe        | Deutschland                  | + 19 min 02 s      |
| 4.                 | Bahrain Victorious    | Bahrain                      | + 35 min 52 s      |
| 5.                 | Movistar Team         | Spanien                      | + 1 h 45 min 35 s  |
| 6.                 | Groupama-FDJ          | Frankreich                   | + 2 h 27 min 44 s  |
| 7.                 | TotalEnergies         | Frankreich                   | + 2 h 32 min 49 s  |
| 8.                 | Astana Qazaqstan Team | Kasachstan                   | + 2 h 47 min 38 s  |
| 9.                 | Soudal Quick-Step     | Belgien                      | + 2 h 49 min 22 s  |
| 10.                | Lidl-Trek             | Vereinigte Staaten           | + 2 h 59 min 19 s  |

## Ausgeschiedene Fahrer
- David de la Cruz (Astana Qazaqstan Team): nahm die Etappe nicht in Angriff
- Welay Hagos Berhe (Team Jayco AlUla): nahm die Etappe nicht in Angriff
- Rune Herregodts (Intermarché-Circus-Wanty): erreichte das Ziel der Etappe nicht
- Thomas Bonnet (TotalEnergies): erreichte das Ziel der Etappe nicht[4]